# Marco Colandrea
Pas d'image ? Cliquez ici
Marco Colandrea, né le 6 avril 1994 dans le canton du Tessin, est un pilote suisse de vitesse moto.

## Résultats

### Par saison
| Saison | Catégorie | Moto    | Course | Victoire | Podium | Pôle | Record du tour | Points | Classement final |
| ------ | --------- | ------- | ------ | -------- | ------ | ---- | -------------- | ------ | ---------------- |
| 2011   | 125 cm3   | Aprilia | 3      | 0        | 0      | 0    | 0              | 0      | NC               |
| 2012   | Moto2     | FTR     | 9      | 0        | 0      | 0    | 0              | 0*     | NC*              |
| Total  |           |         | 12     | 0        | 0      | 0    | 0              | 0      |                  |

- * Saison en cours.

### Courses par année
(Les courses en italiques indique le record du tour)
| Année | Catégorie | Moto    | 1      | 2       | 3      | 4      | 5      | 6      | 7      | 8      | 9      | 10  | 11  | 12  | 13  | 14  | 15     | 16     | 17     | classement final | Points |
| ----- | --------- | ------- | ------ | ------- | ------ | ------ | ------ | ------ | ------ | ------ | ------ | --- | --- | --- | --- | --- | ------ | ------ | ------ | ---------------- | ------ |
| 2011  | 125 cm3   | Aprilia | QAT    | SPA     | POR    | FRA    | CAT    | GBR    | NED    | ITA    | GER    | CZE | IND | RSM | ARA | JPN | AUS 24 | MAL 23 | VAL 21 | NC               | 0      |
| 2012  | Moto2     | FTR     | QAT 27 | SPA Ret | POR 27 | FRA 19 | CAT 25 | GBR 29 | NED 23 | GER 23 | ITA 20 | IND | CZE | RSM | ARA | JPN | MAL    | AUS    | VAL    | NC*              | 0*     |

- * Saison en cours.